# Eliminacje do Pucharu Narodów Afryki 2008/Grupa 5
Eliminacje Pucharu Narodów Afryki 2008 odbywają się między 2 września 2006 a 12 października 2007, czyli o miesiąc dłużej niż zaplanowano. Drużyny zostały przydzielone do 11 grup po 4 drużyny w każdej i 1 grupie z 3 drużynami. Do finałów zakwalifikuje się 12 zwycięzców grup oraz 3 drużyny z 2. miejsc (z grup 2-11). W grupie 5 na bezpośredni awans liczyć mógł jedynie zwycięzca grupy. Drużyna z 2. miejsca awansowałaby, gdyby miała wystarczającą liczbę punktów by być jedną z trzech najlepszych drużyn z 2. miejsc.

## Drużyny
1. Kamerun
2. Gwinea Równikowa
3. Liberia
4. Rwanda

## Tabela
| Drużyna          | Pkt | M | Z | R | P | Br+ | Br- | +/- |
| ---------------- | --- | - | - | - | - | --- | --- | --- |
| Kamerun          | 15  | 6 | 5 | 0 | 1 | 13  | 4   | +9  |
| Gwinea Równikowa | 10  | 6 | 3 | 1 | 2 | 6   | 7   | -1  |
| Rwanda           | 6   | 6 | 2 | 0 | 4 | 10  | 11  | -1  |
| Liberia          | 4   | 6 | 1 | 1 | 4 | 6   | 13  | -7  |

Uwagi:
- Kamerun awansował do Pucharu Narodów Afryki 2008.

## Wyniki
| 3 września 2006 | Rwanda | 0 - 3 | Kamerun · Guy Armand Feutchine 55' · Geremi Njitap 62' · Landry Nguemo 84' | Stade Amahoro, Kigali |
|                 |        |       |                                                                            |                       |

| 3 września 2006 | Gwinea Równikowa · Juan Epitie Dyowe 24' · Rodolfo Bodipo 88' | 2 - 1 | Liberia · Zah Krangar 35' | Estadio Internacional, Malabo |
|                 |                                                               |       |                           |                               |

| 7 października 2006 | Kamerun · Mohamadou Idrissou 72' 89' · Pierre Achille Webo 80' | 3 - 0 | Gwinea Równikowa | Stade Omnisports Ahmadou Ahidjo, Jaunde |
|                     |                                                                |       |                  |                                         |

| 8 października 2006 | Liberia · Francis Doe 24' · Oliver Makor 68' · Dioh Williams 76' | 3 - 2 | Rwanda · Olivier Karekezi 70' · Abedi Mulenda 82' | Antoinette Tubman Stadium, Monrovia |
|                     |                                                                  |       |                                                   |                                     |

| 24 marca 2007 16:30 CET | Kamerun · Pierre Achille Webo 12' 24' · Mohammadou Idrissou 86' | 3 - 1 | Liberia · Francis Doe 38' | Stade Omnisports Ahmadou Ahidjo, Jaunde |
|                         |                                                                 |       |                           |                                         |

| 25 marca 2007 12:00 CET | Gwinea Równikowa · Juan Anderson 10' · Samuel Rondo 25' (k) · Alfonso Epitie 83' | 3 - 1 | Rwanda · Olivier Karekezi 17' | Estadio Internacional, Malabo |
|                         |                                                                                  |       |                               |                               |

| 2 czerwca 2007 15:30 CET | Rwanda · Haruna Niyonzima 57' 77' | 2 - 0 | Gwinea Równikowa | Stade Amahoro, Kigali |
|                          |                                   |       |                  |                       |

| 3 czerwca 2007 17:30 CET | Liberia · Stephen Mennoh 80' | 1 - 2 | Kamerun · Stéphane M’Bia 12' · Samuel Eto’o 78' | Antoinette Tubman Stadium, Monrovia |
|                          |                              |       |                                                 |                                     |

| 17 czerwca 2007 16:30 CET | Kamerun · Mohamadou Idrissou 16' · Geremi Njitap 49' | 2 - 1 | Rwanda · Jimmy Gatete 79' | Stade Omnisports Roumdé Adjia, Garoua |
|                           |                                                      |       |                           |                                       |

| 17 czerwca 2007 17:30 CET | Liberia | 0 - 0 | Gwinea Równikowa | Antoinette Tubman Stadium, Monrovia |
|                           |         |       |                  |                                     |

| 8 września 2007 15:00 CET | Rwanda · Kamana Labama 21' · Said Abed Makasi 29' · Jeannot Witakenge 86' · Olivier Karekezi 89' | 4 - 0 | Liberia | Stade Amahoro, Kigali · Sędzia: Cornelius Mwanza ( Zambia) |
|                           |                                                                                                  |       |         |                                                            |

| 9 września 2007 17:00 CET | Gwinea Równikowa · Juvenal Edjogo-Oweno Montalbán 39' | 1 - 0 | Kamerun | Estadio Internacional, Malabo · Sędzia: Ousmane Sidibe ( Mali) |
|                           |                                                       |       |         |                                                                |